# Morteau
Pour les articles homonymes, voir Morteau (homonymie).
Pour la station de sports d'hiver, voir Val de Morteau.
Morteau est une commune française située dans le département du Doubs, la région culturelle et historique de Franche-Comté et la région administrative Bourgogne-Franche-Comté.
Petite ville du Haut-Doubs, nichée dans une vallée au cœur du massif du Jura, elle doit son développement notamment à l'industrie horlogère qui apparut dans la région à la fin du XVIIIe siècle. La localité est également connue pour sa gastronomie, symbolisée par sa spécialité de renommée nationale, la saucisse de Morteau. Elle est intégrée au parc naturel régional du Doubs Horloger.
La commune comptait 6 851 habitants au dernier recensement de 2020 et l'unité urbaine formée par Morteau et Les Fins totalisait 10 008 habitants, constituant ainsi la quatrième agglomération la plus peuplée du département du Doubs après Besançon, Montbéliard et Pontarlier. Ses habitants sont les Mortuaciens et les Mortuaciennes.

## Géographie

### Situation
La commune de Morteau est située en région Bourgogne-Franche-Comté, dans l'est du département du Doubs et à proximité de la frontière franco-suisse. Les grandes villes les plus proches sont Besançon, préfecture du département, située à 48 km à vol d'oiseau vers le nord-ouest, Montbéliard, sous-préfecture, située à 52 km en direction du nord, et les villes suisses de Lausanne distante de 60 km au sud et de Berne à 65 km à l'est. Paris, la capitale, se trouve à 450 km au nord-ouest. La distance la plus courte par la route entre le centre du village et le centre-ville de Besançon (hôtel de ville) est de 63 km. 
| - OpenStreetMap Limite communale. |

Le territoire communal est limitrophe de cinq autres communes. Les limites communales de Morteau sont délimitées, dans le « sens des aiguilles d'une montre », par le village de Fournet-Luisans, situé à 7 km en direction du nord-ouest ; par la commune des Fins, localisée à 3 km en direction du nord-est ; par celle de Montlebon, située à 2 km au sud ; par les villages de Grand'Combe-Chateleu, localisé à 4 km en direction du sud-ouest et des Combes à 5 km à l'ouest ; Toutes les distances en kilomètres sont exprimées « à vol d'oiseau » de chef-lieu communal à chef-lieu communal.

### Géologie et relief
La superficie de la commune est de 1 411 hectares ; son altitude varie de 750 à 1 114 mètres. Le point le plus bas se situe à l'endroit où le Doubs quitte le territoire communal et son point culminant à un kilomètre au nord-est du lieu-dit le Grand Mont au niveau de la limite avec la commune des Fins. Le centre-ville, situé à une altitude comprise entre 755 et 785 mètres, est dominé au nord par le mont Vouillot (1 160 mètres) et au sud-ouest par le mont Rognon (1 032 mètres). Morteau est classée en zone de montagne.
Depuis des millions d'années, le Doubs coule dans toute la région de Morteau au fond de profondes gorges. Morteau s'étend dans un élargissement de la vallée du Doubs, principalement sur la rive gauche de celui-ci. Cette vallée se resserre en aval de Pontarlier ; elle donne naissance au Val du Saugeais, puis, à la sortie du défilé d'Entre-Roches, au Val de Morteau. La rivière est calme et dessine de nombreux méandres d'où le nom latinisé de Mortua Aqua, « eau morte » donné à la ville dans les textes. Il s'agit de la même étymologie que pour Aigues-Mortes. Le Doubs (Dubis, le « noir » en celtique, cf. irlandais dub « noir ») traverse ici une région qui fit partie, jusqu'à la Révolution, du décanat de Warasgaw ou Varesco ; lui-même était une fraction de l'ancienne Séquanie.
Il y a 12 000 ans, un gigantesque accident naturel survient en aval de Morteau : les rives calcaires s'effondrent, obstruant complètement les gorges, créant une vaste retenue naturelle. Le Doubs monte, il envahit ses gorges et la vallée avoisinante sur plus de 15 kilomètres, jusqu'en amont de Morteau : le lac de Chaillexon est né. À force de se remplir, le bassin de Chaillexon finit par déborder : retrouvant son lit après cette déviation, le Doubs se précipite avec fracas des 27 mètres du haut des gorges du Doubs vers le fond : c'est le saut du Doubs.
Progressivement, au fil des millénaires, les alluvions du Doubs obstruent la partie amont du lac de Chaillexon, à hauteur de Morteau. Ce qui était un lac se transforme progressivement en plate prairie. Le Doubs, dont l'eau est retenue par le barrage naturel, y serpente nonchalamment (d'où l'expression de « morte eau »).
La plaine de Morteau est donc une plaine alluviale qui cache un secret géologique : un canyon enfoui sous les sables...
La commune possède un gisement de lignite daté du Purbeckien.

### Hydrographie

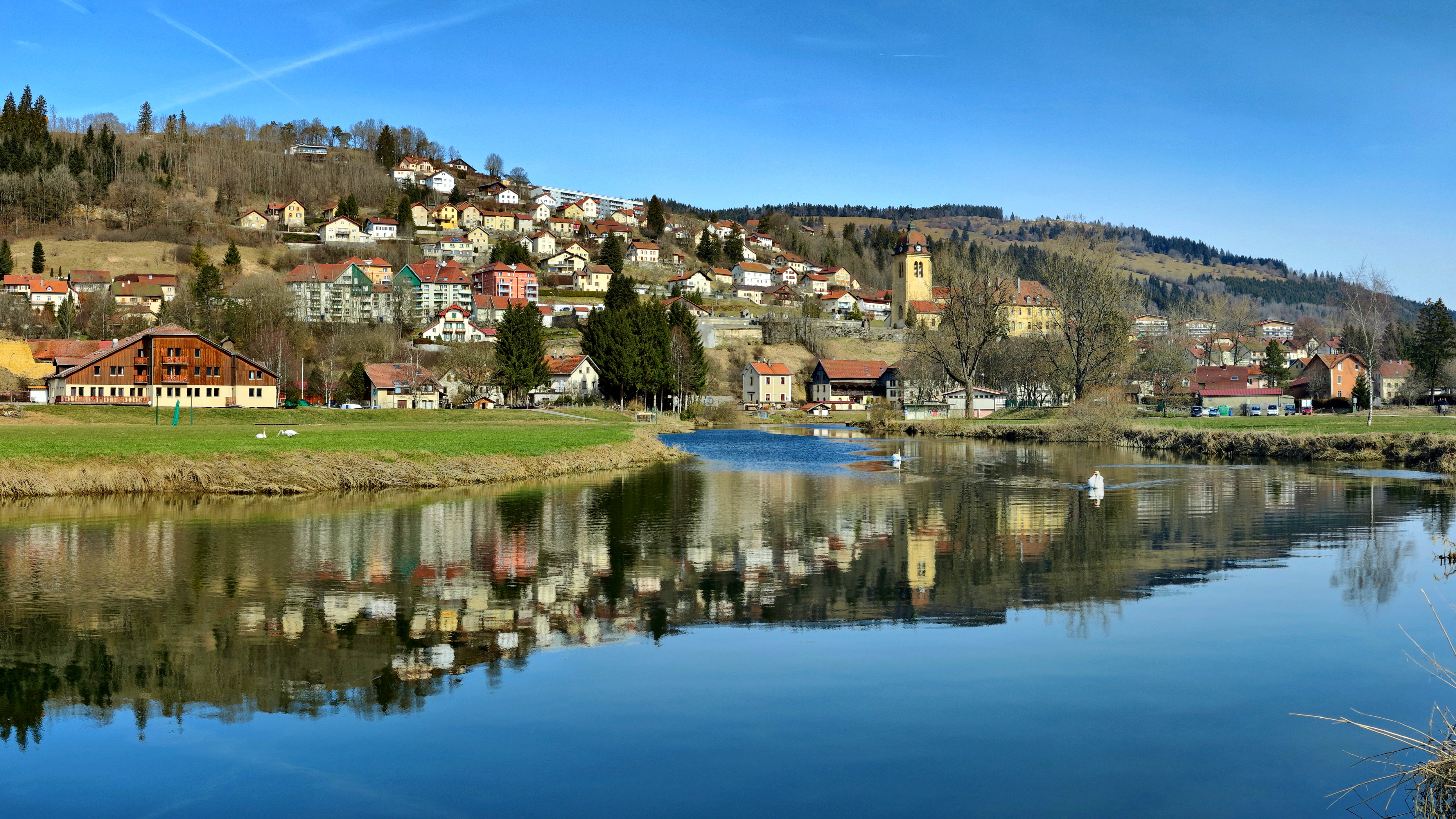
La ville et son refet sur le Doubs.

Le cours d'eau principal de la commune est le Doubs qui traverse son territoire sur environ 5 km en formant des méandres dans une plaine alluviale qui atteint jusqu'à 1 km de largeur. Cette plaine correspond au paléo-lac de Morteau encore visible lors de crues hivernales qui inondent largement les prairies environnantes. Un ruisseau secondaire, la Tanche, nait dans la commune voisine des Fins avant de se jeter dans le Doubs après avoir parcouru 4 km.

### Climat
Pour des articles plus généraux, voir Climat de la Bourgogne-Franche-Comté et Climat du Doubs.
En 2010, le climat de la commune est de type climat de montagne, selon une étude du Centre national de la recherche scientifique s'appuyant sur une série de données couvrant la période 1971-2000. En 2020, Météo-France publie une typologie des climats de la France métropolitaine dans laquelle la commune est exposée à un climat de montagne ou de marges de montagne et est dans la région climatique  Jura, caractérisée par une forte pluviométrie en toutes saisons (1 000 à 1 500 mm/an), des hivers rigoureux et un ensoleillement médiocre.
Pour la période 1971-2000, la température annuelle moyenne est de 8 °C, avec une amplitude thermique annuelle de 17,1 °C. Le cumul annuel moyen de précipitations est de 1 480 mm, avec 12,7 jours de précipitations en janvier et 11,5 jours en juillet. Pour la période 1991-2020, la température moyenne annuelle observée sur la station météorologique de Météo-France la plus proche, « Le Russey », sur la commune du Russey à 15 km à vol d'oiseau, est de 7,9 °C et le cumul annuel moyen de précipitations est de 1 667,0 mm. 
La température maximale relevée sur cette station est de 36 °C, atteinte le 25 juillet 2019 ; la température minimale est de −32 °C, atteinte le 9 janvier 1985,,.
Les paramètres climatiques de la commune ont été estimés pour le milieu du siècle (2041-2070) selon différents scénarios d'émission de gaz à effet de serre à partir des nouvelles projections climatiques de référence DRIAS-2020. Elles sont consultables sur un site dédié publié par Météo-France en novembre 2022.

## Urbanisme

### Typologie
Au 1er janvier 2024, Morteau est catégorisée petite ville, selon la nouvelle grille communale de densité à 7 niveaux définie par l'Insee en 2022.
Elle appartient à l'unité urbaine de Morteau, une agglomération intra-départementale dont elle est ville-centre,. Par ailleurs la commune fait partie de l'aire d'attraction de Morteau, dont elle est la commune-centre,. Cette aire, qui regroupe 21 communes, est catégorisée dans les aires de moins de 50 000 habitants,.

### Occupation des sols
L'occupation des sols de la commune, telle qu'elle ressort de la base de données européenne d’occupation biophysique des sols Corine Land Cover (CLC), est marquée par l'importance des territoires agricoles (55 % en 2018), en diminution par rapport à 1990 (59,6 %). La répartition détaillée en 2018 est la suivante : 
prairies (44,3 %), forêts (26,3 %), zones urbanisées (18,7 %), zones agricoles hétérogènes (10,7 %). L'évolution de l’occupation des sols de la commune et de ses infrastructures peut être observée sur les différentes représentations cartographiques du territoire : la carte de Cassini (XVIIIe siècle), la carte d'état-major (1820-1866) et les cartes ou photos aériennes de l'IGN pour la période actuelle (1950 à aujourd'hui).

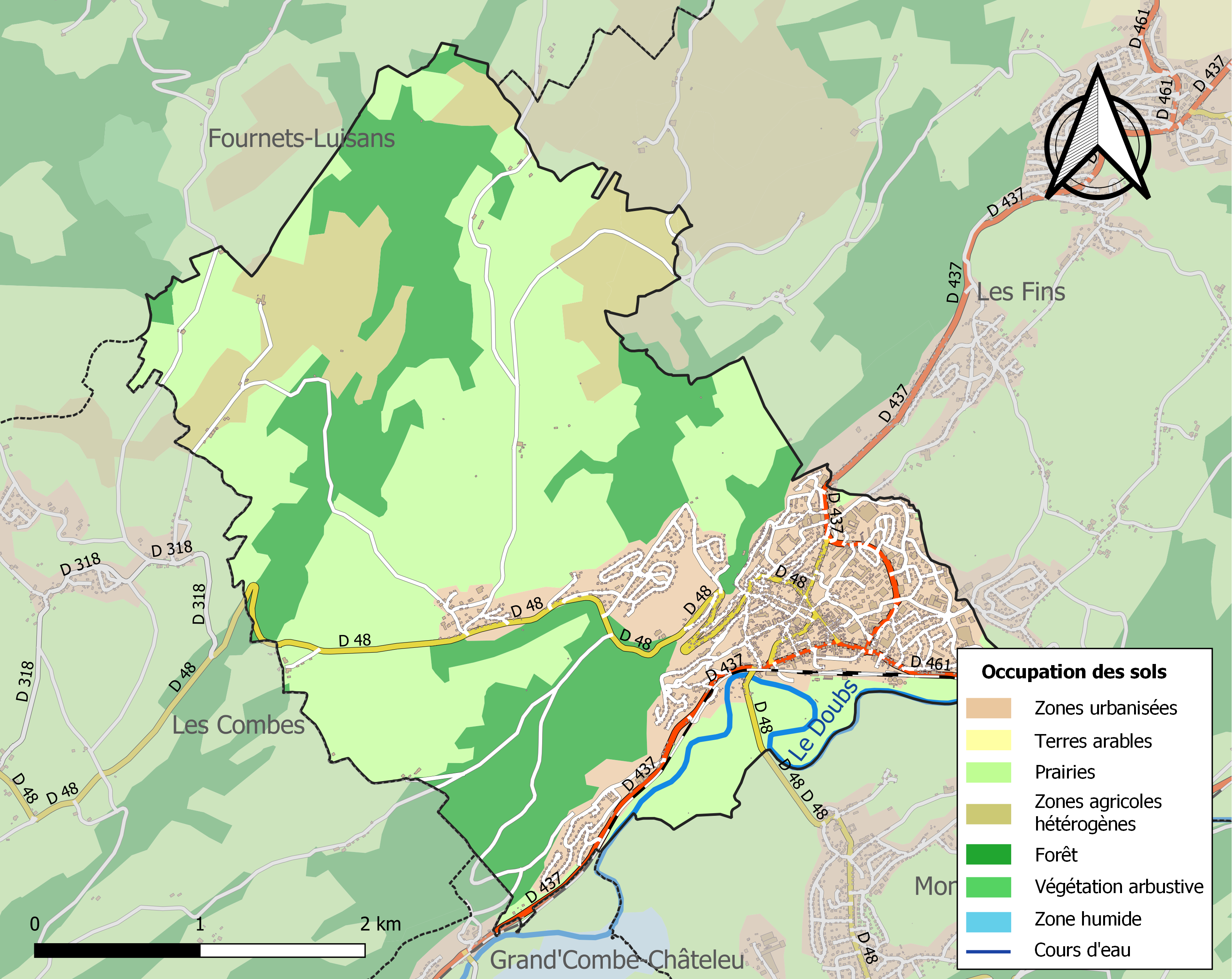
Carte des infrastructures et de l'occupation des sols de la commune en 2018 (CLC).

### Lieux-dits et hameaux
La liste suivante récapitule, de manière non exhaustive, l'ensemble des lieux-dits et hameaux appartenant au territoire communal :
- À la Côte
- À Mibois
- À Recourbot
- Au Cul du Paquier
- Au Dessus du Grand Mont
- Au Fartoux
- Au Trou au Loup
- Aux Bas des Tilles
- Aux Bois l'Oiseau
- Aux Combottes
- Aux Envers
- Aux Mottes
- Aux Seyots
- Aux Tilles
- Aux Tourraix
- Bas du Fartou
- Bois Boichure
- Bois Soleil
- Charbonnières
- Chez Bouquet
- Chez le Riche
- Cloison Batod
- Cloison Pichot
- Clos Bercail
- Clos Dessus
- Crête Bergeon
- Derrière le Bois Robert
- Derrière Seuillet
- Devant les Arces
- En Bise du Trou au Loup
- Grande Pâture
- Grange Pertusier
- L'Aguron
- L'Andouille
- L'Éboulement
- L'Île à Chacha
- La Baigne aux Oiseaux
- La Brasserie
- La Cloison
- La Cloison au Fol
- La Cloison Dessous
- La Corne
- La Côte
- La Côte de Montvouillot
- La Louhière
- La Prétale
- La Roche Bercail
- Le Bois du Fol
- Le Bois Robert
- Le Breuille
- Le Cachot
- Le Chapeau
- Le Cul Bertot
- Le Cul de la Lune
- Le Grand Mont
- Le Meix Barbet
- Le Mondey
- Le Petit Bernardot
- Le Pont de la Roche
- Le Pré Calame
- Le Pré Mourré
- Le Seuillet
- Le Tremplin
- Le Trépied
- Les Anverts
- Les Arces
- Les Baissières
- Les Bois de Mibois
- Les Champs Caresses
- Les Champs Faivre
- Les Cloisons
- Les Communaux
- Les Cratots
- Les Creusots
- Les Essarts
- Les Essarts des Fins
- Les Gouilles
- Les Longues Planches
- Les Paquiers
- Les Pâturottes
- Les Paubalières
- Les Pergues
- Les Saignes
- Les Seignes
- Les Seyats
- Mont Joly
- Mont Rognon du Clos
- Pâture Routier
- Pâture au Riche
- Pré Brognard
- Pré au Cœur
- Pré Cuenot
- Pré de la Chapelle
- Pré de la Meule
- Pré du Pont
- Pré Miote
- Pré Noiron
- Pré Regnaud et Cloison Con
- Pré Viot
- Prés des Tavans
- Quartier de l'Église
- Quartier de l'Hôpital
- Sous le Bois
- Sous le Bois du Fol
- Sous le Bois Robert
- Sous les Charrières
- Sur le Seuillet
- Tout Vent

### Logement
Au recensement de 2018, la commune comptait 3 792 logements dont 3 390 étaient des résidences principales, 325 des logements vacants et 76 des résidences secondaires. Le nombre de logements situé dans des immeubles collectifs s'élève à 2 738 appartements, soit 71.2 % du total, et 1 043 maisons individuelles. Sur les 3 297 résidences principales construites avant 2016 que compte la commune, 293 (8.9 %) ont été achevées avant 1919, 2 172 (65.9 %) entre 1919 et 1990, et 831 (25.3 %) de 1991 à 2015. L'ancienneté d'emménagement dans la résidence principale montre que sur les 6 655 habitants de la commune au recensement de 2018, 2 653 ont emménagé depuis 10 ans ou plus, 2 871 depuis 2 à 9 ans et 1 131 depuis moins de 2 ans.
|                                                                  | Morteau |
| ---------------------------------------------------------------- | ------- |
| Part des résidences principales (en %)                           | 89,4    |
| Part des résidences secondaires et logements occasionnels (en %) | 2,0     |
| Part des logements vacants (en %)                                | 8,6     |
| Part des ménages propriétaires de leur logement (en %)           | 49,9    |

| 1968  | 1975  | 1982  | 1990  | 1999  | 2008  | 2013  | 2018  |
| ----- | ----- | ----- | ----- | ----- | ----- | ----- | ----- |
| 2 078 | 2 458 | 2 609 | 2 670 | 2 996 | 3 299 | 3 578 | 3 792 |

### Transport et voies de communications

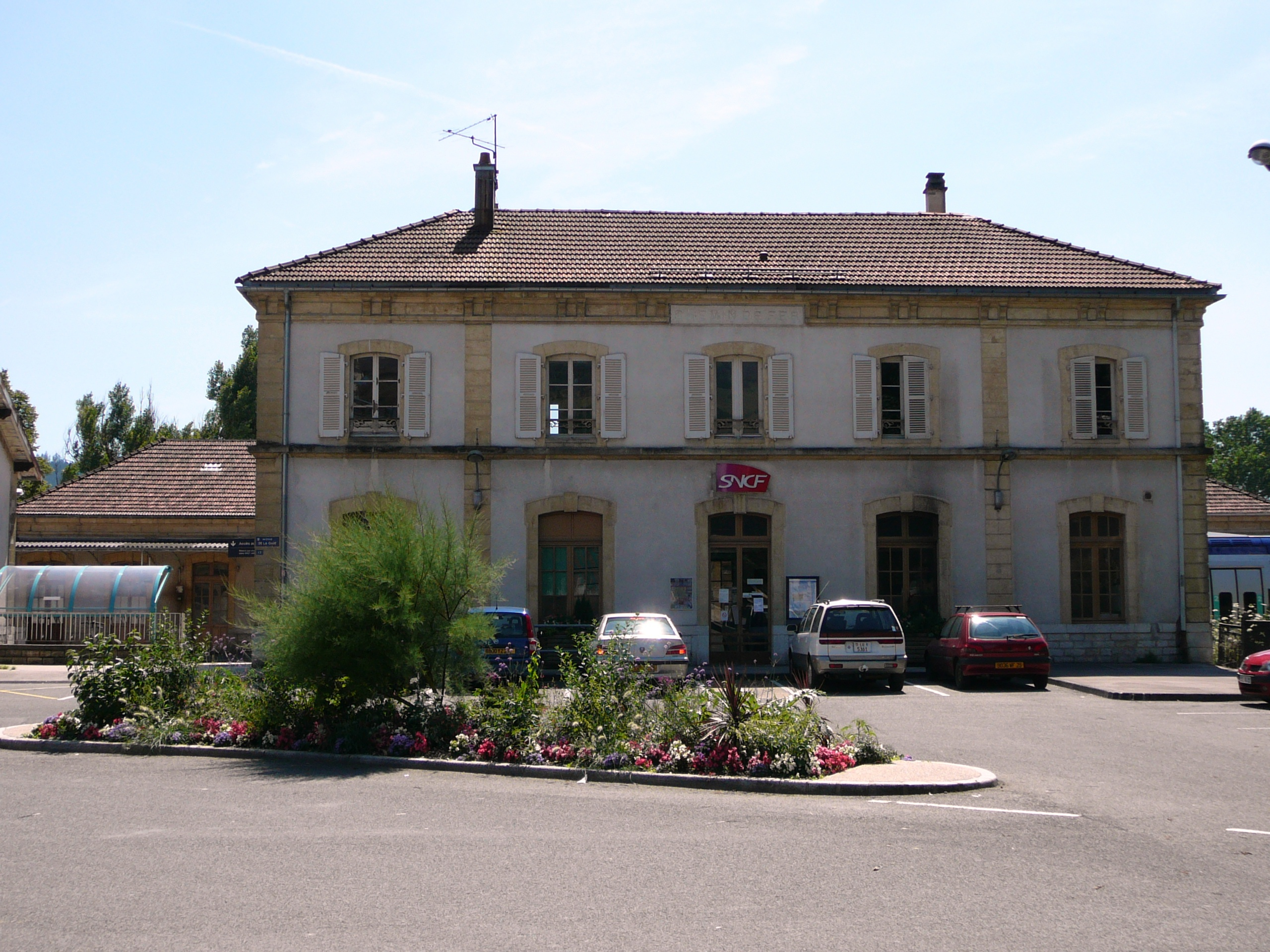
Gare de Morteau

Morteau se situe au carrefour de deux grands axes routiers ; la route départementale 461, appelée route des Microtechniques, est un axe est-ouest en partie en voie rapide reliant la route nationale 57 à la frontière suisse et se prolongeant côté suisse par la route principale 20, permettant ainsi d'atteindre Besançon à l'ouest et la ville suisse de Neuchâtel (40 km par la route) à l'est ; la route départementale 437 est un axe nord-sud qui permet de rejoindre Pontarlier (32 km) au sud et l'agglomération de Montbéliard (73 km) au nord. Un axe secondaire, la route départementale 48, dessert notamment les communes voisines des Combes et de Montlebon. Les accès autoroutiers les plus proches sont les sorties  5 et  6.1 de l'A36, situées toutes deux à une soixantaine de kilomètres au nord de Morteau, et la sortie  12 de l'autoroute suisse A5, localisée à une quarantaine de kilomètres vers l'est.
La gare de Morteau, située sur la ligne de Besançon-Viotte au Locle-Col-des-Roches, est desservie quotidiennement par des trains du réseau TER Bourgogne-Franche-Comté. Le temps de parcours est d' 1 h 30 jusqu'à la gare de Besançon-Viotte et de 25 minutes jusqu'à la gare de La Chaux-de-Fonds. L'ancienne ligne de chemin de fer Morteau - Trévillers qui permettait de voyager vers Le Russey et Maîche a été fermée en 1952. Des autocars du réseau interurbain de la Bourgogne-Franche-Comté Mobigo font une halte à Morteau sur la ligne LR206 Pontarlier-Montbéliard.
L'aéroport français le plus proche est celui de Dole-Jura (120 km) tandis que les aéroports internationaux dans un rayon de 200 kilomètres sont ceux de Genève (140 km par la route), Berne (90 km) et Bâle-Mulhouse (130 km).

## Toponymie
Le nom de la localité est attesté sous les formes Mortua Aqua en 1107 ; Morteau en 1290 ; Mortaul en 1296 ; Mortua Aqua en 1301 ; Mortal en 1383 ; Valx de Morteals en 1400 ; La Grande Ville en 1514 ; Mortaul en 1596 ; Mortau en 1649.

## Histoire
En huit siècles, dix sept incendies éprouvèrent la ville de Morteau. Les plus terribles eurent lieu en 1639, 1683, 1702, 1849 et 1865.

### Moyen Âge
À la fin de l'Empire romain, les Alamans envahirent la région, suivis des Burgondes.
Le traité de Verdun, en créant la Francie médiane en 843, unit pour la première fois les deux versants suisse et français du Jura.
Les limites du Val furent fixées en 1335 avec le Val de Travers, en 1348 avec le Val de Réaumont et l'Abbaye de Montbenoît, en 1510 avec le Val de Vennes et de nouveau en 1819 avec le canton de Neuchâtel. La plus haute montagne est le Chateleu qui atteint 1 312 m.
La région vit encore déferler les Normands, les Hongrois descendants des Huns et les Sarrasins. Quelques-uns, en 732, avaient remonté la vallée de la Saône. Localement, leur nom fut donné au petit village des Sarrazins au-dessus de Montlebon.
C'est en 1105 que le nom de Morteau apparut pour la première fois dans un texte officiel. Le nom de Franche-Comté n'apparut officiellement qu'en 1366.
Au XIIe siècle, la ville se développe autour d'un prieuré de moines Bénédictins de l'ordre de Cluny qui arrivaient à cette époque dans le but de terminer le défrichement des montagnes du Val. Au nombre de 6 ou 8, ils logeaient chez l'habitant dans ce quartier du Mondey qui représentait alors à lui seul toute la ville de Morteau. Les moines manquèrent vite de main-d'œuvre ; ils firent venir des familles entières au point de former cinq quartiers devenus depuis de gros bourgs : Morteau, Les Fins, Le Lac (Villers-le-Lac), Mont le bon (Montlebon) et La Grand'Combe (Grand'Combe-Châteleu).
Morteau posséda un château féodal. Construit sur l'éminence du Mondey, à l'extrémité Est, il surveillait l'ancienne route celtique qui par Les Fins, le Mondey et Sobey, reliait Besançon à la Suisse.
Le clocher à dôme à impériale de l'église Notre-Dame-de-l'Assomption de Morteau actuel fut construit entre 1513 et 1515 avec des pierres de ce château.
La peste noire enleva les deux tiers des habitants du Val en 1349. Elle remplit les fameux « cimetières des bossus » comme il en existe encore aux Jarrons et à Grand Combe. Les vides furent comblés par des habitants du canton de Fribourg ou de la vallée d'Aoste.
Les églises et les chapelles du Val furent construites à des dates bien différentes. Une première église fut construite dans la première moitié du XIIIe siècle, dans la Grande-Rue, à l'emplacement de la maison Vaufrey. Elle était romane et placée sous l'invocation de saints Pierre et Paul. Ses derniers vestiges disparurent dans l'incendie de 1865.
L'église Notre-Dame-de-l'Assomption de Morteau actuelle fut bâtie de 1409 à 1420. Elle eut deux clochers de petite taille pendant très longtemps ; l'un servait aux Bénédictins, l'autre au curé et aux paroissiens. En 1727, on sépara même l'église en deux par un mur de pierres qui fut détruit pendant la Révolution.

### Époque moderne
En 1600, le Val comptait environ 12 000 personnes réunies en 2 000 familles. Le prieur Richardot signa l'affranchissement de tous les habitants qui accueillirent la nouvelle avec de grandes explosions de joie.
Les mercenaires suédois arrivèrent à Morteau dans la nuit du 14 au 15 janvier 1639. Les habitants du Val avaient refusé tout secours en hommes et en munitions prétextant qu'ils étaient deux mille hommes capables de porter les armes. L'armée ennemie surprit la défense locale en passant par le Cerneux-Péquignot. Réveillés en pleine nuit, quelques courageux Mortuaciens livrèrent une bataille désespérée et perdue, au "Pont rouge" à mi-chemin entre la ville et Montlebon. Le bilan général fut lourd : entre 300 et 1 000 morts sur les 1 589 habitants recrutés. En 1646, on ne dénombrait plus que 300 maisons habitées sur 2000 ; il ne restait que 567 « feux » sur 1636. Des familles vinrent de la Savoie, de Neuchâtel et de Fribourg : elles se nommaient Mamet, Clerc, Pourchet, Bertin, Girard, Reymond, André, Bobillier...
Il fallut attendre 1678 et le traité de Nimègue pour voir la province et le Val passer sous la domination du roi de France. En résumé, Morteau vécut sous l'autorité de la maison de Montfaucon de 1238 à 1325, sous celle de Neuchâtel de 1325 à 1507 et sous celle de l'Autriche et de l'Espagne de 1508 à 1678.
En 1683, l'église Notre-Dame-de-l'Assomption de Morteau flambe. C'est un réchaud oublié par l'organiste qui provoque ce désastre. Un échevin meurt asphyxié par la fumée. Les flammes font fondre les cloches, il faut en commander de nouvelles dont le gros bourdon qui existe toujours. Un vent violent emporte des tisons qui mettent le feu au quartier des Suchaux (qui fait partie du village des Fins).
Le 15 février 1702, c'est presque toute la Grand Ville (c'est ainsi qu'on surnommait Morteau), qui est détruite.

### Époque contemporaine
En 1790, Morteau compte 1 460 habitants. En 1849, onze maisons brûlent ainsi que la halle aux blés.
Le 5 mai 1865, un gigantesque incendie ravage les deux tiers du bourg, 42 maisons sont quasiment détruites entre la place Carnot et l'hôtel de ville. Des listes de souscription paraissent dans les journaux de la province. Le préfet de la Haute-Saône se joint à son collègue du Doubs pour organiser les secours. À la suite de cet événement, la ville est entièrement reconstruite, seuls quelques édifices subsistent (hôtel de ville, église et château Pertusier).
La population augmente fortement à la fin du XIXe siècle, passant de 1 826 habitants en 1876 à 4 110 habitants en 1901. Plusieurs édifices sont touchés par des incendies au milieu du XXe siècle, le château Pertusier en 1936, le clocher de l'église en 1945, l'hôtel de ville en 1946.

## Politique et administration

### Découpage territorial
Morteau est le bureau centralisateur du canton de Morteau, créé en 1790 et qui compte 25 communes depuis le redécoupage cantonal de 2014. La commune dépend également de l'arrondissement de Pontarlier et de la cinquième circonscription du Doubs.
La commune de Morteau est membre de la communauté de communes du Val de Morteau depuis sa création en 2000. Cette intercommunalité regroupe 8 communes pour une population de 20 756 habitants (en 2018).

### Administration municipale
La commune de Morteau comptabilisant entre 5 000 et 10 000 habitants, le conseil municipal est composé de 29 membres : le maire, six adjoints et vingt-deux conseillers municipaux. Le maire actuel est Cédric Bôle, membre du parti Les Républicains, élu au terme de l'élection municipale de 2020 après avoir succédé en juillet 2017 à Annie Genevard, démissionnaire en raison de la loi sur le non-cumul des mandats.
| Tête de liste | Tête de liste | Liste | Premier tour | Premier tour | Second tour | Second tour | Élus | Élus |
| Tête de liste | Tête de liste | Liste | Voix         | %            | Voix        | %           | CM   | CC   |
| ------------- | ------------- | ----- | ------------ | ------------ | ----------- | ----------- | ---- | ---- |
|               | Cédric Bôle   | LR    | 979          | 100,0        | -           | -           | 29   | 11   |

### Tendances politiques et résultats
Le Haut-Doubs étant de tradition catholique conservatrice, les électeurs mortuaciens placent presque systématiquement les candidats issus de la droite conservatrice en tête des élections. Ainsi, lors du premier tour de l'élection présidentielle de 2017, François Fillon (Les Républicains) arrive en tête des suffrages à Morteau avec 28,79 % des voix, tout comme Nicolas Sarkozy (UMP) en 2012 (34,23 %) et 2007 (35,97 %) et Jacques Chirac (RPR) en 2002 (22,52 %) et 1995 (24,44 %).

### Liste des maires
| Période                                  | Période                  | Identité                 | Étiquette    | Qualité |
| ---------------------------------------- | ------------------------ | ------------------------ | ------------ | --- |
| 1792                                     | 1793                     | Claude François Gaiffe   |              | Notaire Royal de Morteau, Député du Baillage |
| 1793                                     | 1796                     | Alexandre Arthaud        |              | Marchand, Officier Public |
| 1796                                     | 1797                     | Jean Vincent Poisenot    |              | Menuisier |
| 1797                                     | 1797                     | Claude Etienne Faivre    |              | Cultivateur |
| 1797                                     | 1798                     | François Alexis Chopard  |              | Architecte |
| 1798                                     | 1798                     | Charles Joseph Pierre    |              | Négociant |
| 1798                                     | 1798                     | Claude François Gaiffe   |              | Notaire Royal de Morteau, Député du Baillage |
| 1798                                     | 1799                     | François Théodore Faivre |              | Boulanger |
| 1799                                     | 1800                     | Claude François Gaiffe   |              | Notaire Royal de Morteau, Député du Baillage |
| 1800                                     | 1800                     | Joseph Simonin           |              | Négociant |
| 1800                                     | 1805                     | Pierre François Simon    |              | Rentier |
| 1806                                     | 1811                     | Pierre Nicolas Roussel   |              | Avocat |
| 1811                                     | 1814                     | Jean François Singier    |              | Horloger, Notaire Impérial, Notaire Royal, Chevalier de la légion d'honneur |
| 1814                                     | 1825                     | Jean Jacques Tournier    |              | Négociant, Adjudant de la garde nationale |
| 1827                                     | 1838                     | Jean François Singier    |              | Horloger, Notaire Impérial, Notaire Royal, Chevalier de la légion d'honneur |
| 1838                                     | 1840                     | Jean Baptiste Montenoise |              | Négociant |
| 1840                                     | 1848                     | François Chopard         |              | Tailleur de pierres, Cultivateur, Propriétaire |
| 1848                                     | 1851                     | Gonsalve Pertusier       |              | Industriel du Bois à Morteau, Conseiller Général du Doubs |
| 1852                                     | 1867                     | Eugene Barral            |              | Pharmacien, inventeur du combiné Barral qui prolonge la conservation des œufs |
| 1867                                     | 1870                     | Louis Poncet             |              | Notaire, Conseiller Général du Doubs |
| 1870                                     | 1871                     | Pierre Chopard           |              | Brasseur |
| 1871                                     | 1871                     | Gonsalve Pertusier       |              | Industriel du Bois à Morteau, Conseiller Général du Doubs |
| 1871                                     | 1874                     | Louis Poncet             |              | Notaire, Conseiller Général du Doubs |
| 1875                                     | 1876                     | François Vuillemin       |              | Aubergiste, Maitre d'Hôtel |
| 1876                                     | 1881                     | Pierre Chopard           |              | Brasseur |
| 1881                                     | 1884                     | Auguste Magnenet         |              | Limonadier, Percepteur |
| 1884                                     | 1888                     | Séraphin Chopard         |              | Conducteur des Pont et Chaussées |
| 1888                                     | 1890                     | Ulysse Maillet-Guy       |              | Négociant et Comptable |
| 1890                                     | 1892                     | Jules Vuillemin          |              | Maitre d'Hôtel |
| 1892                                     | 1896                     | Sylvain André            |              | Horloger, Fabricant d'Horlogerie |
| 1896                                     | 1898                     | Charles Wermot           |              | Huissier |
| 1898                                     | 1900                     | Louis Klein              |              | Commerçant (magasin de confection) |
| 1900                                     | 1900                     | René Bassignot           |              | Officier de la légion d'honneur, créateur d'une société d'assurance du bétail |
| 1900                                     | 1902                     | Elisée Coutemoine        |              | Médecin |
| 1900                                     | 1919                     | Auguste Pourchet         |              | Marchand de vins en gros |
| 1907                                     | 1908                     | Sylvain André            |              | Horloger, Fabricant d'Horlogerie |
| 1908                                     | 1919                     | Eugène Chopard           |              | Ingénieur, Industriel, Officier D'Académie |
| 1919                                     | 1930                     | Charles Billard          |              | Gérant d'une Scierie |
| 1931                                     | 1947                     | Camille Mercier          |              | Fabricant d'horlogerie, Président du Patronnat Français |
| 1947                                     | 1953                     | Georges Michel           |              | Comptable, Bijoutier, Horloger |
| 1953                                     | 1965                     | Paul Nappez              |              | Résistant, Médecin |
| 1965                                     | 1989                     | Christian Genevard       | UDR          | Pharmacien, Député suppléant du Président Edgar Faure de 1968 à 1969 et de 1972 à 1973 |
| 1989                                     | 1995                     | Pierre Cheval            | RPR          | Directeur financier Président de la CC du Val de Morteau (1989 → 1995) Suppléant du député Roland Vuillaume (1993-1997)                                                                         |
| 1995                                     | 2002                     | Jean-Marie Binetruy      | RPR puis UMP | Suppléant du député Roland Vuillaume (1997-2002) Député (2002-2012) Président de la CC du Val de Morteau (1995 → 2020)                                                                          |
| 2002                                     | 2017                     | Annie Genevard           | UMP puis LR  | Ancienne conseillère régionale, députée du Doubs depuis 2012 réélue en 2017, 2022 et 2024. Première vice-présidente de l'Assemblée nationale (2017 → 2022), ministre de l'Agriculture (2024 → ) |
| 2017                                     | En cours (au 18/09/2023) | Cédric Bôle              | LR           | Cadre acheteur Président de la CC du Val de Morteau (2020 → ) |
| Les données manquantes sont à compléter. |                          |                          |              | |

### Finances locales
Cette sous-section présente la situation des finances communales de Morteau.
a
Pour l'exercice 2013, le compte administratif du budget municipal de Morteau s'établit à 9 118 000 € en dépenses et 10 711 000 € en recettes :
En 2013, la section de fonctionnement se répartit en 5 715 000 €  de charges (815 € par habitant) pour 7 036 000 € de produits (1 004 € par habitant), soit un solde de 1 321 000 € (188 € par habitant), :
- le principal pôle de dépenses de fonctionnement est celui des charges de personnels[Note 6] pour  2 017 000 € (35 %), soit 288 € par habitant, ratio inférieur de 44 % à la valeur moyenne pour les communes de la même strate (513 € par habitant). Sur la période 2009 - 2013, ce ratio fluctue et présente un minimum de 275 € par habitant en 2010 et un maximum de 288 € par habitant en 2013 ;
- la plus grande part des recettes est constituée des impôts locaux[Note 7] pour une valeur totale de 2 391 000 € (34 %), soit 341 € par habitant, ratio inférieur de 24 % à la valeur moyenne pour les communes de la même strate (448 € par habitant). Pour la période allant de 2009 à 2013, ce ratio augmente de façon continue de 306 € à 341 € par habitant.

Les taux des taxes ci-dessous sont votés par la municipalité de Morteau. Ils ont varié de la façon suivante par rapport à 2012 :
- la taxe d'habitation sans variation 9,29 % ;
- la taxe foncière sur le bâti constante 15,18 % ;
- celle sur le non bâti égale 25,36 %.

La section investissement se répartit en emplois et ressources. Pour 2013, les emplois comprennent par ordre d'importance :
- des dépenses d'équipement[Note 9] pour un montant de 2 787 000 € (82 %), soit 398 € par habitant, ratio voisin de la valeur moyenne de la strate. Sur les 5 dernières années, ce ratio fluctue et présente un minimum de 176 € par habitant en 2009 et un maximum de 466 € par habitant en 2011 ;
- des remboursements d'emprunts[Note 10] pour une valeur de 536 000 € (16 %), soit 76 € par habitant, ratio voisin de la valeur moyenne de la strate.

Les ressources en investissement de Morteau se répartissent principalement en :
- nouvelles dettes pour  500 000 € (14 %), soit 71 € par habitant, ratio inférieur de 11 % à la valeur moyenne pour les communes de la même strate (80 € par habitant). En partant de 2009 et jusqu'à 2013, ce ratio fluctue et présente un minimum de 0 € par habitant en 2010 et un maximum de 96 € par habitant en 2009 ;
- subventions reçues pour  172 000 € (5 %), soit 24 € par habitant, ratio inférieur de 66 % à la valeur moyenne pour les communes de la même strate (70 € par habitant).

L'endettement de Morteau au 31 décembre 2013 peut s'évaluer à partir de trois critères : l'encours de la dette, l'annuité de la dette et sa capacité de désendettement :
- l'encours de la dette pour  5 788 000 €, soit 826 € par habitant, ratio voisin de la valeur moyenne de la strate. Sur les 5 dernières années, ce ratio diminue de façon continue de 1 038 € à 826 € par habitant[A2 5] ;
- l'annuité de la dette pour une valeur totale de 804 000 €, soit 115 € par habitant, ratio voisin de la valeur moyenne de la strate. En partant de 2009 et jusqu'à 2013, ce ratio diminue de façon continue de 159 € à 115 € par habitant[A2 5] ;
- la capacité d'autofinancement (CAF) pour une valeur totale de 1 545 000 €, soit 220 € par habitant, ratio supérieur de 22 % à la valeur moyenne pour les communes de la même strate (181 € par habitant). Sur la période 2009 - 2013, ce ratio fluctue et présente un minimum de 176 € par habitant en 2009 et un maximum de 250 € par habitant en 2012[A2 6]. La capacité de désendettement est d'environ 3 années en 2013. Sur une période de 14 années, ce ratio présente un minimum en 2013 et un maximum d'environ 10 années en 2006.

### Jumelages
Morteau est jumelée avec :
- Vöhrenbach (Allemagne), ville de 3 783 habitants (en 2020) située en Forêt-Noire dans le Land de Bade-Wurtemberg. Le serment de jumelage a été signé le 2 juin 1973[29].

## Population et société

### Démographie
L'évolution du nombre d'habitants est connue à travers les recensements de la population effectués dans la commune depuis 1793. Pour les communes de moins de 10 000 habitants, une enquête de recensement portant sur toute la population est réalisée tous les cinq ans, les populations de référence des années intermédiaires étant quant à elles estimées par interpolation ou extrapolation. Pour la commune, le premier recensement exhaustif entrant dans le cadre du nouveau dispositif a été réalisé en 2004.

En 2022, la commune comptait 6 905 habitants, en évolution de −0,93 % par rapport à 2016 (Doubs : +1,88 %, France hors Mayotte : +2,11 %).
| 1793  | 1800  | 1806  | 1821  | 1831  | 1836  | 1841  | 1846  | 1851  |
| ----- | ----- | ----- | ----- | ----- | ----- | ----- | ----- | ----- |
| 1 289 | 1 372 | 1 358 | 1 318 | 1 476 | 1 562 | 1 703 | 1 731 | 1 704 |

| 1856  | 1861  | 1866  | 1872  | 1876  | 1881  | 1886  | 1891  | 1896  |
| ----- | ----- | ----- | ----- | ----- | ----- | ----- | ----- | ----- |
| 1 873 | 1 946 | 1 799 | 1 754 | 1 826 | 2 022 | 2 401 | 2 767 | 3 576 |

| 1901  | 1906  | 1911  | 1921  | 1926  | 1931  | 1936  | 1946  | 1954  |
| ----- | ----- | ----- | ----- | ----- | ----- | ----- | ----- | ----- |
| 4 110 | 4 243 | 4 018 | 3 869 | 4 084 | 4 133 | 4 283 | 4 283 | 4 670 |

| 1962  | 1968  | 1975  | 1982  | 1990  | 1999  | 2004  | 2006  | 2009  |
| ----- | ----- | ----- | ----- | ----- | ----- | ----- | ----- | ----- |
| 5 395 | 6 158 | 6 690 | 6 445 | 6 458 | 6 375 | 6 339 | 6 293 | 6 596 |

| 2014  | 2019  | 2022  | - | - | - | - | - | - |
| ----- | ----- | ----- | - | - | - | - | - | - |
| 6 827 | 6 853 | 6 905 | - | - | - | - | - | - |

### Sports et loisirs
Les principaux clubs sportifs de la ville sont le Football Club Morteau-Montlebon, créé en 1994 et dont l'équipe A évolue en championnat de National 3 lors de la saison 2021-2022, et le Vélo Club Morteau Montbenoit

### Médias
Le quotidien régional L'Est républicain relate les actualités de la commune dans son édition locale de Pontarlier - Haut-Doubs. Le journal mensuel gratuit C'est-à-dire relaie les informations concernant le Haut-Doubs horloger. La chaîne de télévision France 3 Franche-Comté et les stations de radio France Bleu Besançon et Plein Air relaient les informations locales.

### Cultes
Morteau dispose de deux lieux de culte catholiques, l'église Notre-Dame-de-l'Assomption et la chapelle Saint-Pierre et Saint-Paul. Au sein du diocèse de Besançon, le doyenné du Haut-Doubs Horloger regroupe trois paroisses dont celle du Val de Morteau à laquelle appartient la commune. La mosquée des Turcs du Val de Morteau est le seul lieu destiné au culte musulman. Un temple dédié au culte protestant construit par des ouvriers suisses en 1896 n'est actuellement plus ouvert au culte.

## Équipements et services publics

### Enseignement
La commune fait partie de l'académie de Besançon, dans la zone A du calendrier scolaire. Dans l'enseignement primaire, la ville compte quatre écoles maternelles dont trois publiques (Bois Soleil, Centre et Louis Pergaud) et une privée (Sainte Jeanne d'Arc), et trois écoles élémentaires (Centre, Louis Pergaud et Sainte Jeanne d'Arc). Les établissements de l'enseignement secondaire sont le collège public Jean-Claude Bouquet, le collège privé Sainte Jeanne d’Arc et le lycée polyvalent Edgar Faure qui propose notamment des formations en horlogerie, joaillerie, mécanique et microtechniques.

### Santé
Le principal établissement de santé de la ville est le Centre hospitalier Paul Nappez.

### Sécurité, justice et secours
La sécurité de la commune est assurée par la brigade de gendarmerie nationale de proximité de Morteau qui dépend du groupement de gendarmerie départementale du Doubs à Besançon.
En matière de justice, la commune dépend du tribunal judiciaire de Besançon, du tribunal de proximité de Pontarlier, du conseil de prud'hommes de Besançon, du tribunal pour enfants de Besançon, du tribunal de commerce de Besançon et du tribunal administratif de Besançon. Elle est rattachée à la cour d'appel de Besançon et à la cour administrative d'appel de Nancy.
Morteau est équipée d'un centre de secours renforcé (CSR) dépendant du groupement territorial sud du service Départemental d'Incendie et de Secours du Doubs, dont l'unité de commandement est située à Pontarlier.

## Économie
Durant ces nombreux siècles, l'élevage a toujours gardé une importance primordiale. Il est impossible de donner une origine exacte à l'actuelle race montbéliarde. Tout le cheptel du centre Europe présente des caractéristiques semblables, et les échanges par delà les frontières furent toujours très nombreux. On peut remarquer la présence de vaches blanches tachetées de rouge dans certaines provinces de Tchécoslovaquie. Il est logique de penser que des bêtes de Franche-Comté ont été réquisitionnées par l'armée allemande en 1940-45, puis distribuées à des éleveurs tchèques dont on voulait s'assurer l'appui politique ou le concours.
L'horlogerie a longtemps été la principale industrie de la région. On raconte qu'en 1680, Daniel Jeanrichard, jeune forgeron de la Sagne, répara une montre importée d'Angleterre par un marchand et entreprit de la copier. L'organisation du travail horloger sous l'Ancien Régime ne manque pas d'intérêt : un marchand-horloger ou établisseur regroupait les différentes parties de la montre données à des ouvriers isolés et les confiait à un maître horloger qui les assemblait. Les contrats d'embauche passés avec des ouvriers étaient d'un an. Il fallait travailler 12 heures par jour et payer les outils nécessaires. Mais le métier payait bien : le salaire mensuel était d'environ 500 livres, auxquelles s'ajoutaient 12 livres pour la dépense en huile de la lampe. Les paysans travaillaient à l'horlogerie lors des périodes creuses, et l'horloger y trouvait son compte en économisant sur la construction de bâtiments, et surtout trouvait de la main-d'œuvre, fort rare (le même système existait à Cholet). À l'époque, une vache laitière valait 90 livres. Une montre en argent fut vendue 156 livres au prieur en 1772 : elle donnait les heures, les répétait et elle était accompagnée d'une garantie d'un an. Près de 1 500 citoyens suisses qui partageaient les idées révolutionnaires vinrent à Besançon, Ornans, Pontarlier et Morteau, pour y pratiquer ce métier. Mais le chômage apparut et certains retournèrent dans leur pays. En 1835 fut créée à Morteau la première école d'horlogerie : elle comptait dix élèves. On y fabriquait des montres Lepine simples, façon Bréguet et demi-Bréguet. Toutes les parties, sauf la boîte et le cadran, se faisaient à Morteau. Fin 1843, il y avait 63 personnes dans l'école qui vendait pour 170 000 F de produits. L'établissement ferma ses portes en 1850 pour des causes financières mal déterminées. En 1862, Besançon ouvrit sa propre école et Morteau s'effaça. En 1867, à l'exposition universelle de Paris apparurent les premières horloges Japy et les montres à remontoir Roskopf, du nom de son inventeur originaire de La Chaux-de-Fonds. L'arrivée des montres à bon marché provoqua un recul de l'industrie dans la région. Les horlogers se mirent alors à travailler pour le compte de leurs voisins suisses. En 1876, on comptait malgré tout onze fabriques à Morteau. En 1880, commença la fabrication complète de la montre en série. La population de la ville était alors de 1 826 habitants ; elle passa à 3576 en 1896.
C'est en 1880 également qu'un dénommé Belzon, qui venait des Pyrénées-Orientales, créa la grande fabrique. Il engagea huit cents ouvriers à la fois ! Doué d'un sens pratique étonnant mais mauvais gestionnaire, il fit faillite en voulant créer la « montre à cent sous ». Comble de l'ironie, c'est la fiabilité de ses produits, ne tombant presque jamais en panne, qui le perdit. Mais l'horlogerie restait bien implantée dans le Val : montres métal avec échappement à cylindre et à ancre ordinaire, grosses montres boules à étriers et grandes montres plates d'un diamètre de 10 à 12 cm assurèrent pendant longtemps une certaine aisance à ce monde horloger.

### Revenus de la population et fiscalité
En 2018 (données Insee publiées en janvier 2021), la commune compte 3 179 ménages, 6 549 personnes dans les ménages fiscaux, et un revenu fiscal médian déclaré par unité de consommation de 29 250 €, ce qui place Morteau au 762e rang par ordre décroissant parmi les 31 330 communes de plus de 34 ménages en métropole.
Cette valeur de 29 250 euros de revenu fiscal médian disponible est largement supérieure (+ 29,5 %) à la médiane départementale qui s'établit, pour la même année, à 22 590 euros.

### Emploi
En 2018, la population âgée de 15 à 64 ans s'élève à 4 459 personnes, parmi lesquelles on compte 82,6 % d'actifs dont 72,5 % ayant un emploi et 10,1 % de chômeurs.
On compte 3 670 emplois dans la commune, contre 3 883 en 2008 et 3 786 en 2013. Le nombre d'actifs ayant un emploi résidant dans la commune étant de 3 263, l'indicateur de concentration d'emploi est de 112,5 %.
Environ un tiers (31,2 %) des habitants travaillent dans la commune.

### Entreprises
| Nom                                 | Effectif | Activité                                                       |
| ----------------------------------- | -------- | -------------------------------------------------------------- |
| Bourbon Automotive Plastics Morteau | 214      | Fabrication de pièces techniques à base de matières plastiques |
| Adecco France                       | 151      | Agence de travail temporaire                                   |
| Intermarché                         | 102      | Hypermarché                                                    |
| Manpower France                     | 58       | Agence de travail temporaire                                   |
| Randstad                            | 58       | Agence de travail temporaire                                   |
| La Poste                            | 53       | Services postaux                                               |
| McDonald's                          | 44       | Préparation industrielle de produits à base de viande          |
| Morteau Saucisse                    | 37       | Préparation industrielle de produits à base de viande          |

### Principaux secteurs d'activité

#### Agriculture
Le tableau suivant présente l'évolution des principaux indicateurs concernant l'activité agricole à Morteau sur une période de 22 années :
|                                   | 1988 | 2000 | 2010 |
| --------------------------------- | ---- | ---- | ---- |
| Nombre d’exploitations            | 16   | 15   | 9    |
| Surface Agricole Utile (SAU) (ha) | 639  | 688  | 592  |
| Cheptel (nombre de têtes)         | 885  | 870  | 757  |
| Terres labourables (ha)           | 10   | 6    | 0    |
| Superficie toujours en herbe (ha) | 629  | 682  | 592  |

#### Industrie
Le principal établissement industriel de la ville est l'entreprise Bourbon Automotive Plastics qui emploie en 2020 environ 214 personnes et produit des pièces en plastique et en zamak pour l'automobile (commandes d'ouverture de portes, pommeaux de leviers de vitesse, charnières de lunettes ouvrantes, éléments de sièges). Elle est l'héritière de la société Fabi (Fonderie d'Articles pour Besoins industriels) créée en 1948 par les frères Pierre et Michel Cairey-Remonnay, absorbée par Bourbon en 2002 puis intégrée au groupe Plastivaloire en 2011.
L'industrie agroalimentaire est bien présente sur la commune. La chocolaterie Klaus, installée à Morteau en 1886 par le Suisse Jacques Klaus et rachetée par Hubert Decreuse en 2012 après avoir été placée en redressement judiciaire, emploie 23 salariés. L'entreprise Morteau Saucisse, créée en 1987, emploie 37 salariés et fabrique saucisses, jambons et autres spécialités à base de viande.
Dans le domaine de l'horlogerie et la joaillerie, la société des Montres Ambres fondée en 1965, compte 14 salariés et commercialise des montre de la marque Yema. L'entreprise Pequignet, installée à Morteau en 1973 emploie 16 personnes. Créations luxe conçoit et fabrique des articles de bijouterie, joaillerie et maroquinerie. La Pratique est une manufacture d'aiguilles d'horlogerie fondée en 1941 et emploie 19 personnes. Les établissements Verlux produisent des verres de montre.

#### Commerce
Parmi les enseignes commerciales, Morteau compte un hypermarché de l'enseigne Intermarché (119 salariés) et trois supermarchés, dont Carrefour Market (31 salariés), Casino (23 salariés) et Lidl (15 salariés). Le garage Peugeot emploie 32 personnes, le restaurant McDonald's 40 personnes.

## Culture locale et patrimoine

### Monuments
Labellisée Cité de Caractère de Bourgogne-Franche-Comté, Morteau s'enorgueillit de deux très belles maisons : le château Pertusier et l'Hôtel de ville de Morteau.
- Le château Pertusier fut construit en 1576 par la famille Cuche. Pendant l'attaque des Suédois en 1639, la tourelle qui terminait l'escalier à vis s'enflamma ; la façade ouest fut mitraillée. On voit encore les empreintes des balles de ¾ de livre lancées par les biscayens suédois. C'est un Bole qui en était alors propriétaire. Sous la Révolution, un avocat de Besançon, Jean-Charles Pertusier acheta l'immeuble devenu bien national pour la somme de 900 987 livres. La maison et son parc furent acquis par la commune en 1935. Cette habitation reste un des rares témoignages de la Renaissance dans le Haut-Doubs. Il abrite depuis 1985 le Musée de l'horlogerie de Morteau.
- L'actuel hôtel de ville (inscrit aux monuments historiques en 1978) fut bâti en 1590 par les sieurs Fauche. Occupé par les officiers de Saxe-Weimar, il ne souffrit pas de la guerre et passa dans les mains des Bénédictins, puis dans celles des frères Roussel. La commune de Morteau en fit l'acquisition en 1791. Il abrite aujourd'hui une partie des services municipaux et aussi le fameux Livre noir, précieusement conservé dans le bureau du Maire. C'est en 1454 qu'un notaire de la ville consigna dans ce livre tous les documents relatifs au prieuré. Il a pour dimensions 30 × 22 × 6 cm, sa couverture est formée par deux planchettes de bois recouvertes de cuir gaufré noir. Il contient 54 chartes concédées de 1188 à 1514, des lettres de franchises, des sentences, des arrêts et des conventions. Emmené en Suisse lors de l'invasion suédoise, il put être récupéré intact après la guerre.
- L'église Notre Dame de l'Assomption qui date des XVe et XVIIe siècles, inscrit au titre des monuments historiques depuis 1926.
- La chapelle Saint-Pierre-et-Saint-Paul bâtie en début du XXe siècle toute en béton armé[43].
- Le monument aux morts[44] dont la sculpture, due à Georges Serraz et Louis Hertig[45], est inscrite au titre des monuments historiques depuis 2022 et en attente de classement[46].

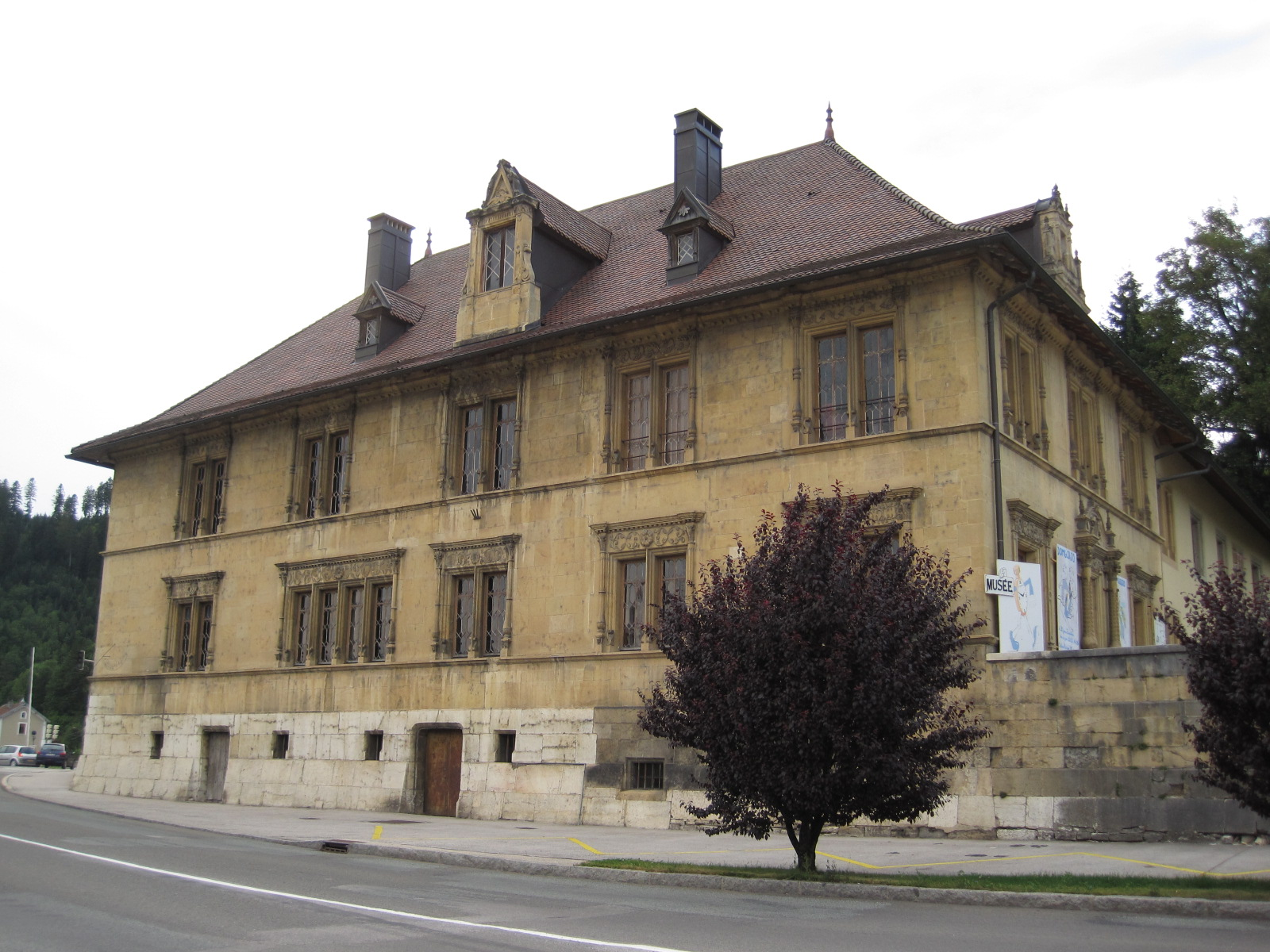
Château Pertusier et musée de l'horlogerie de Morteau.
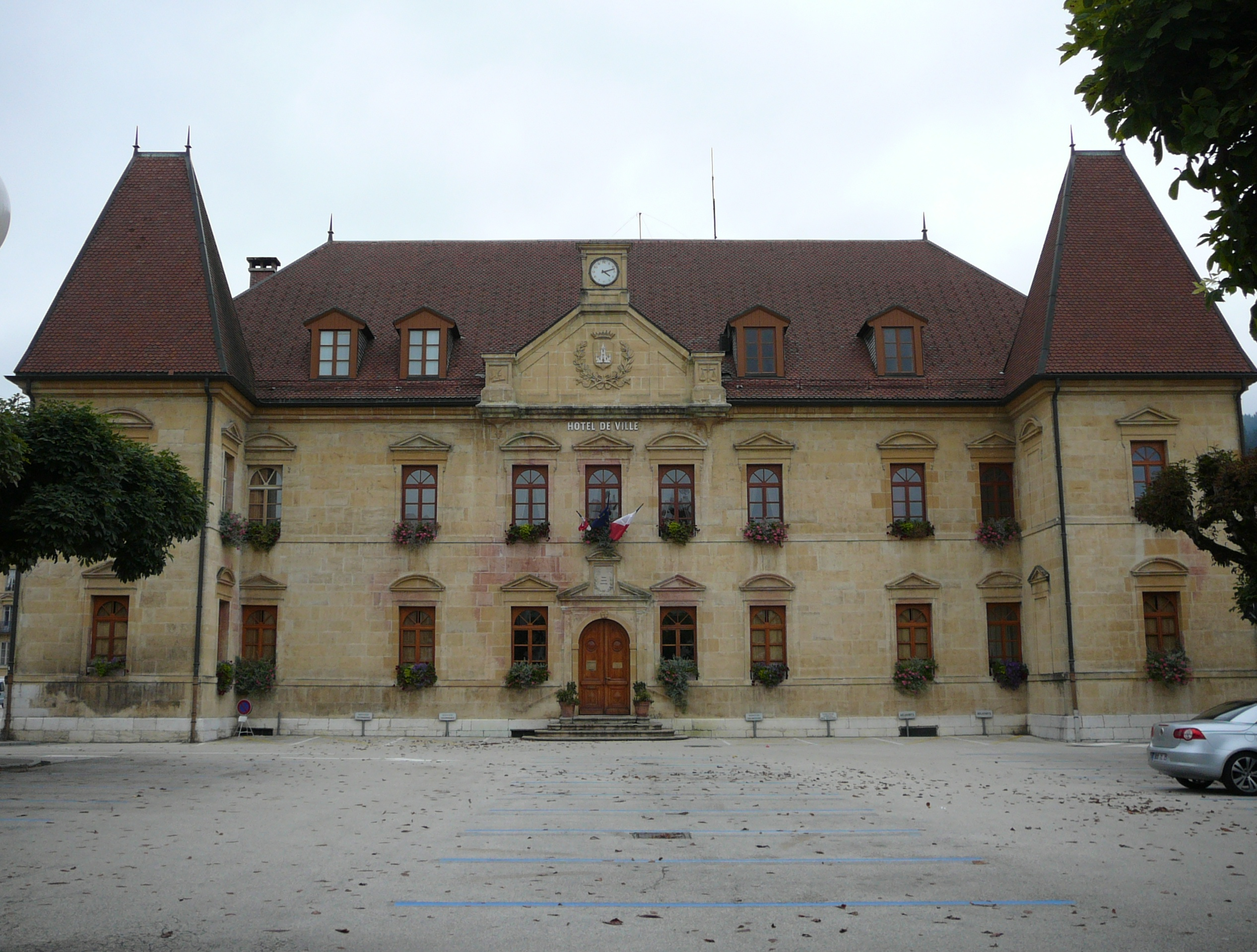
Hôtel de ville de Morteau.
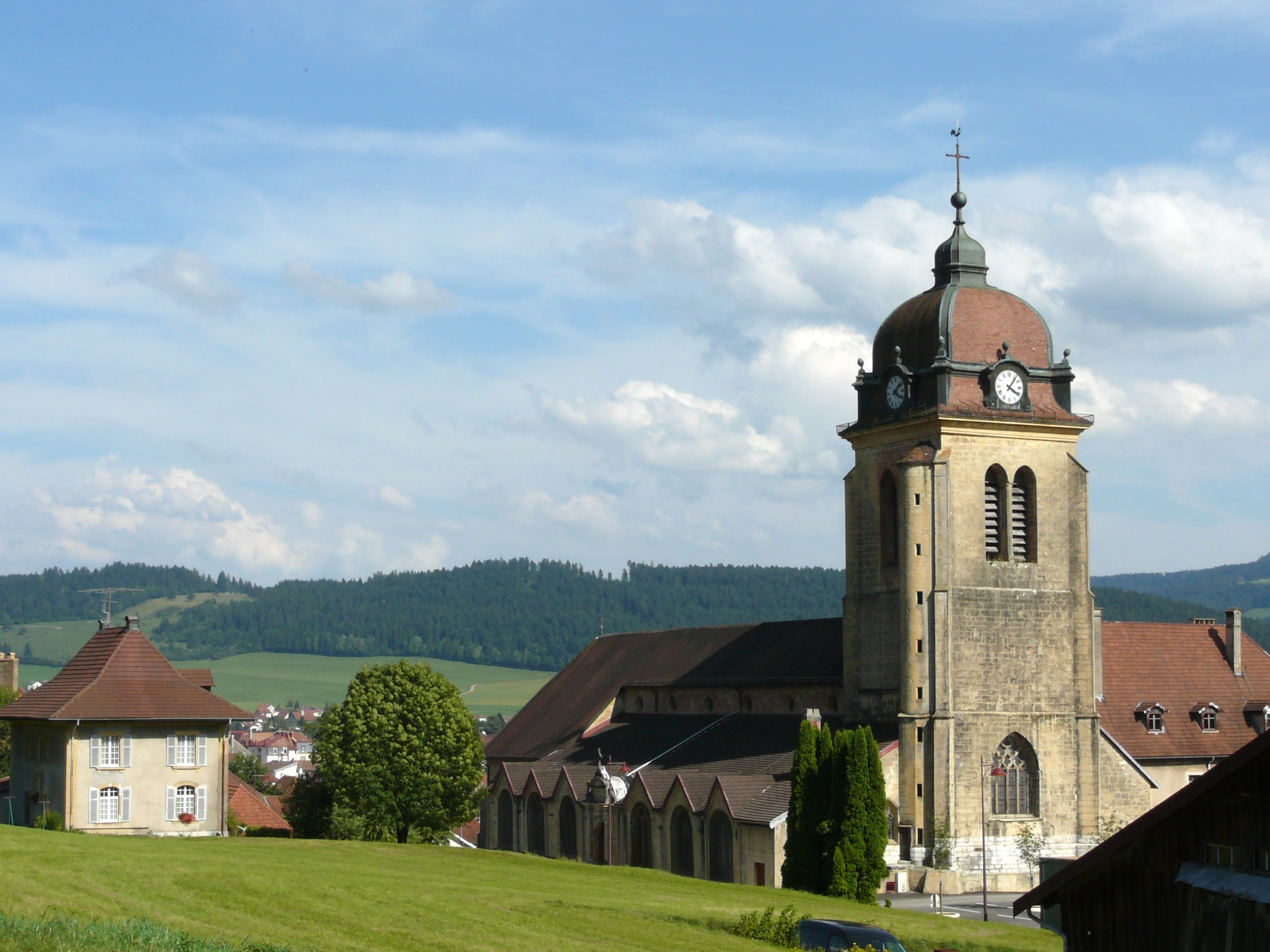
Église Notre-Dame-de-l'Assomption de Morteau.
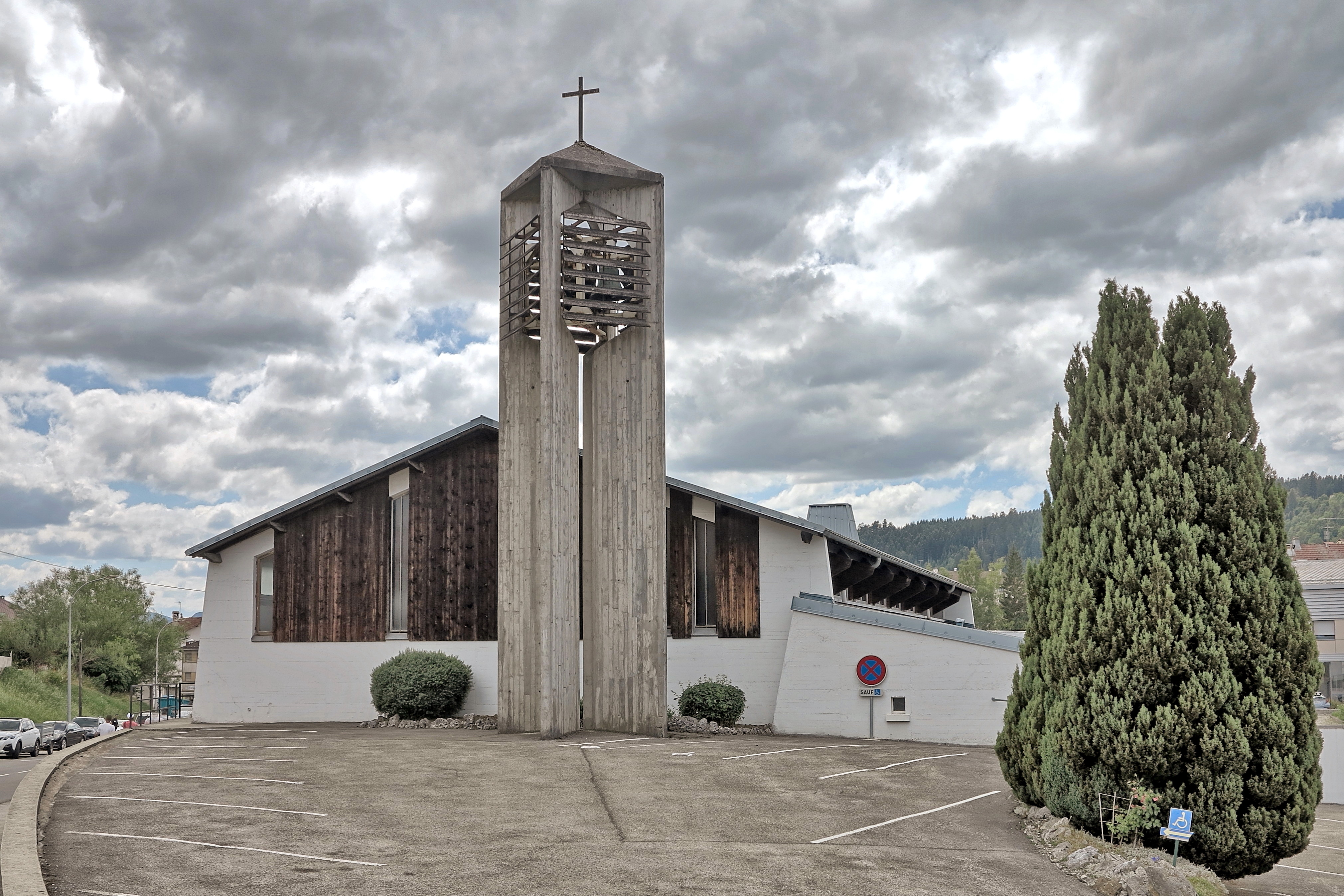
Chapelle Saint-Pierre-et-Saint-Paul.

### Équipements culturels
La ville dispose d'un cinéma géré par la communauté de communes, appelé Le Paris, qui dispose d'une salle de 120 places. Une deuxième salle de cinéma gérée par la MJC, L'Atalante, compte 342 fauteuils et est classée Art et Essai. Morteau possède également un théâtre municipal d'une capacité de 342 sièges et d'une salle culturelle dénommée l'Escale aménagée dans une ancienne halle ferroviaire et inaugurée en 2019, dont la capacité est de 400 personnes assises et 1 000 personnes en configuration festival.
Un musée de l'horlogerie a été créé en 1985 dans le château Pertusier.

### Personnalités liées à Morteau
- François-Xavier Moïse (1742-1813), prélat catholique
- Pierre henri roland (1755-1823) président du directoire doubs
- Gustave Colin (1814-1880), homme politique, il a été juge de paix à Morteau
- Jean-Claude Bouquet (1819-1885) mathématicien né sur la commune.
- Émile Obre (1881-1934) aviateur et concepteur d'avions, il fut mécanicien à Morteau.
- Gustave Schmitt (1901-1983), instituteur, militant socialiste, militant du SNI et de la CGT, secrétaire fédéral de la SFIO, est né à Morteau[50].
- Raymond Deleule (1902-1961), résistant et Compagnon de la Libération, né à Morteau.
- Roger Buliard (1909-1978), prêtre catholique et missionnaire, décédé à Morteau.
- Gisèle Ansorge (1923-1993), écrivaine, cinéaste et auteur dramatique née à Morteau[51].
- Christian Genevard (1924-1994) : député et maire de Morteau de 1965 à 1989
- Henri Rognon (Morteau, 1925 - Argenton-sur-Creuse, 1944) : héros de la Résistance tué au feu pendant le massacre d'Argenton-sur-Creuse.
- Maurice Faivre (Morteau, 1926-2020) : général et écrivain.
- Jean-Claude Maire Vigueur (Morteau, 1943) : historien français.
- Jean-Marie Binetruy (1946), ancien député du Doubs de 2002 à 2012 et maire de Morteau de 1995 à 2002
- Patrice Burnat (1947-2007), journaliste
- Laurence Sémonin (Morteau, 1951) : humoriste, actrice et écrivaine ; a créé et interprété le personnage de la « Madeleine Proust ».
- Hubert Derache (1953), haut fonctionnaire né à Morteau
- Hervé Pierre, (Les Fins, 1955) est un comédien et un metteur en scène français, pensionnaire de la Comédie-Française depuis le 1er février 2007, il est nommé Sociétaire de la Comédie-Française à partir du 1er janvier 2011.
- Annie Genevard (1956), députée du Doubs depuis 2012 et vice-présidente de l'Assemblée nationale fut maire de Morteau de 2002 à 2017
- Chloé Valentini, née Bouquet (1995), handballeuse internationale professionnelle.
- Jules Favre (1999), joueur de rugby à XV.

### Héraldique
| Blason | Blasonnement : D'azur au portail d'église d'argent flanqué d'échauguettes du même, ouvert et ajouré de sable. |

### Gastronomie
- Saucisse de Morteau
- Jésus de Morteau

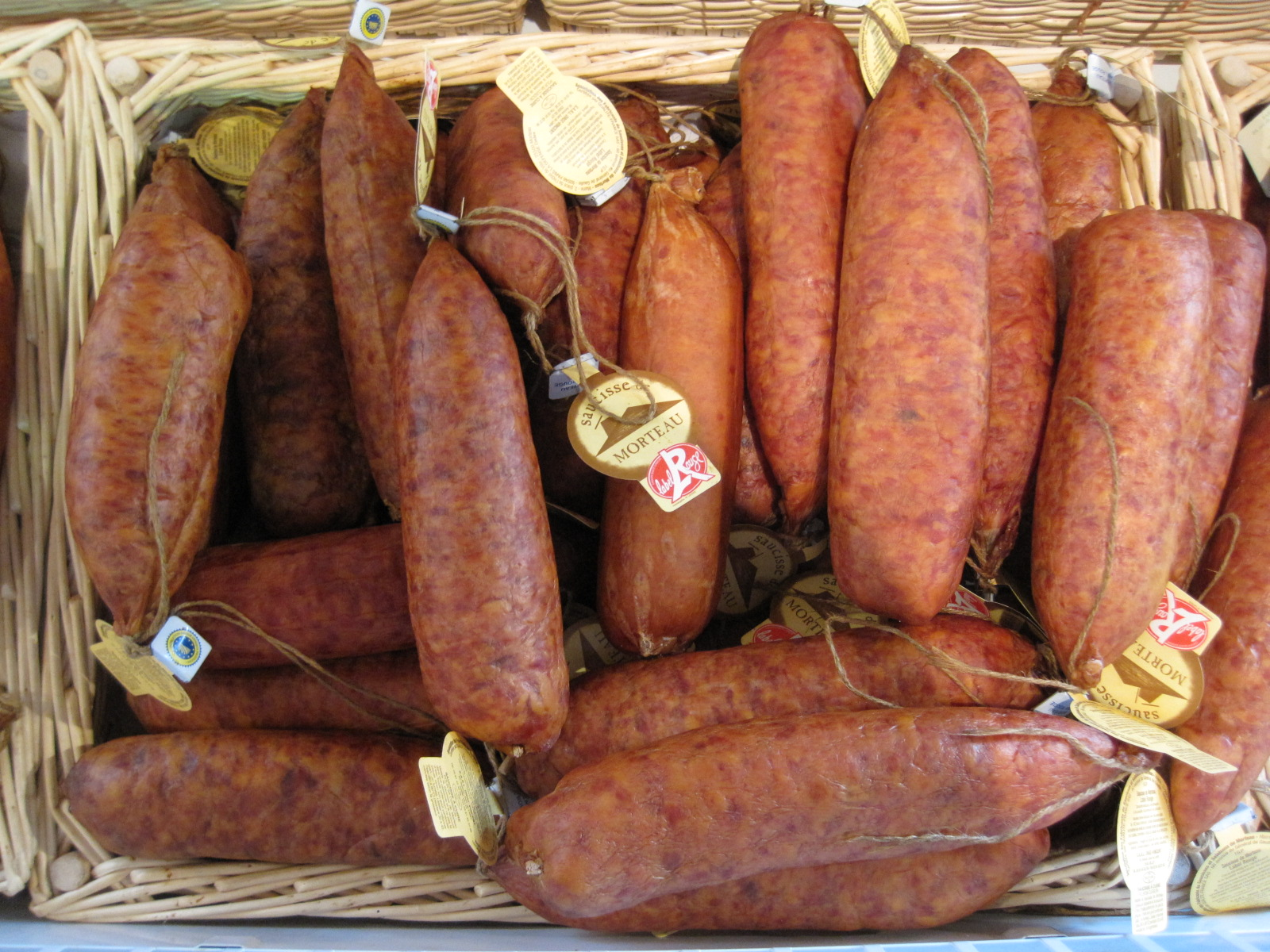
Saucisses de Morteau

- Limonade artisanale La Mortuacienne Rième
- Chocolaterie Klaus
- Comté et Mont d'Or

### Culture populaire
Plusieurs films ont été tournés à Morteau, Monsieur Batignole (2002) de Gérard Jugnot, L'Adversaire (2002) de Nicole Garcia, le court-métrage Madame est bonne (2015) mais aussi le téléfilm De l'autre côté (2020) produit par France 2. Un épisode de l'émission de télévision de documentaires Evasion a été consacrée à Morteau en 1997.
- La fête de la saucisse de Morteau (désormais appelée « le flambée de la Morteau » -au masculin-) est citée dans le dossier « les fêtes ploucs de l'été » du magazine L'Écho des savanes de juillet-août 2004 comme étant « un must de la plouquerie ».
- « Mystère à Morteau », de Jack Chaboud et Alain Surget. Grasset jeunesse. 2002. L'action de ce roman policier se situe entièrement dans la ville.